# Словацкое национальное восстание
Словацкое национальное восстание (словац. Slovenské národné povstanie) — вооружённое восстание части армии Первой Словацкой республики против вермахта и правительства Йозефа Тисо.

## Предыстория и начало восстания

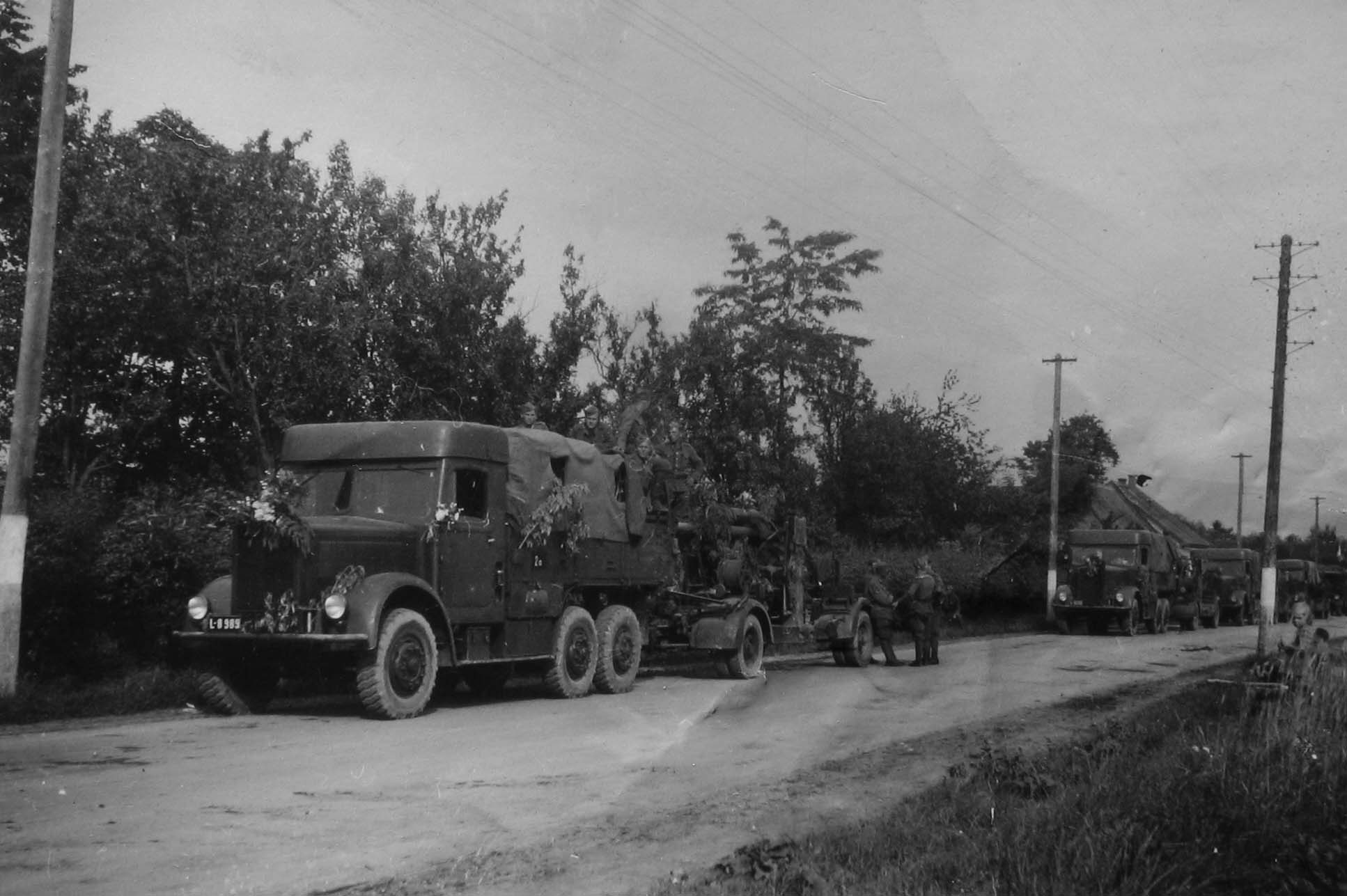
Автоколонна восставших

После немецкой оккупации и расчленения Чехословакии в марте 1939 года было провозглашено создание Словакии, которая оставалась формально независимым государством, фактически полностью подчинённым Третьему рейху.
В 1942 году в словацких горах начали появляться первые группы партизан-антифашистов, главным образом коммунистических.
В июле 1943 года из Москвы в Словакию для подготовки восстания был заброшен один из руководителей КПЧ Карол Шмидке.
В ночь на 25 июля 1944 в Канторской долине у Липтовской Осады недалеко от Ружомберока была десантирована партизанская группа в количестве 11 человек под командованием советского офицера ст. лейтенанта Петра Алексеевича Величко, которая имела задачу организовать регулярные партизанские отряды и место приёма десантирующихся групп (аэродром «Три дуба»). Из этой группы выросла 1-я Словацкая партизанская бригада им. М. Р. Штефаника. На 1 октября бригада насчитывала 1434 бойца, из них 889 словаков, 220 французов и 325 советских граждан. Из другой заброшенной партизанской группы под командованием А. С. Егорова выросла ещё одна партизанская бригада численностью в 2 800 человек. Всего в июле 1944 года в Словакию было десантировано 24 партизанские группы (большей частью укомплектованные чехами и словаками) общим числом в 404 человека.
Всего до конца войны были десантированы 53 организационные группы в числе 1200 человек. В середине 1944 в словацких горах уже действовали два крупных партизанских соединения — «Чапаев» и «Пугачёв».
9 августа 1944 словацкая армия получила приказ провести антипартизанские операции в Низких Татрах, но партизаны были предупреждены, а словацкие солдаты, встретив партизан, проигнорировали приказ открывать огонь.
21 августа 1944 партизанский отряд Величко передислоцировался в Склабиню и начал взрывать железные дороги. В августе 1944 года по приказу Центрального штаба партизанского движения на территорию Словакии из Украины и Польши вышли рейдами партизанские отряды В. А. Карасёва, В. А. Квитинского, Н. А. Прокопюка, М. И. Шукаева, В. П. Яромова, Курова, Мацнева и других. Все они активно участвовали в боях на стороне восставших.

## Соотношение сил сторон

### Повстанцы

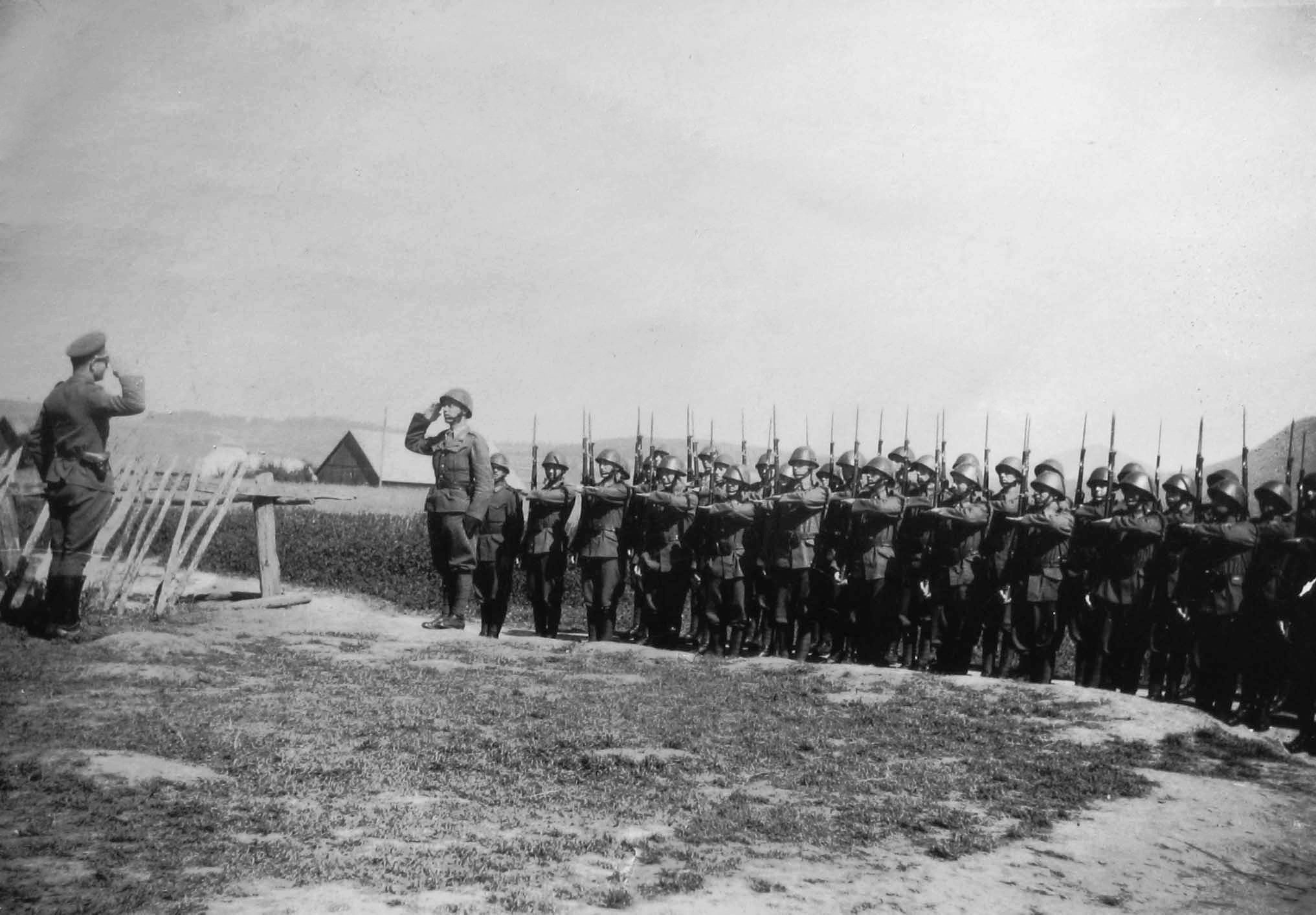
Повстанцы: на плацу личный состав 18-й зенитной артиллерийской батареи, принимавший участие в восстании осенью 1944 г.

В восстании принимали участие 15 тыс. чехословацких партизан и 3 тыс. советских партизан, к которым присоединились 60 тыс. военнослужащих словацкой армии, а также ряд антифашистов из других стран Европы. Организационными центрами восставших были Комитет обороны Словакии и Главный штаб партизанского движения Словакии. В распоряжении восставших оказалось 43 единицы бронетанковой техники словацкой армии (один средний танк T-III, 30 лёгких танков и 12 противотанковых САУ Sd.Kfz.138 «Marder III»). Кроме того, уже после начала восстания восставшими были построены три бронепоезда.
Восставшие войска разделились на 6 тактических групп:
- 1-я «Кривань» (Банска Бистрица, Гарманец) под командованием подполковника Йозефа Тлаха.
- 2-я «Фатра» (Брезно) под командованием полковника Михала Ширица.
- 3-я «Герлах» (Зволен) под командованием полковника Павола Куна (с 23 октября полковник Микулаш Маркус).
- 4-я «Мурань» (Прьевидза, Гандлова, Кремница) под командованием полковника Микулаша Маркуса (с 23 октября подполковник Ян Малар).
- 5-я «Дюмбьер» (Дражковце, Люпча) под командованием подполковника Эмиля Перко.
- 6-я «Зобор» (Липтовска Осада) под командованием полковника Яна Чернека.

В Банской Бистрице дислоцировалась авиационная группа «Коллар» под командованием майора Йозефа Тота, полностью перешедшая на сторону восставших. В ходе восстания её лётчики выполнили сотни боевых вылетов, уничтожив 12 самолётов, 5 танков, десятки автомашин с войсками и грузами. Подпоручики Франтишек Циприх и Рудольф Божик на своих устаревших бипланах сбили по 2 немецких бомбардировщика каждый, известна также 1 воздушная победа истребителя Франтишека Гановеца (František Hanovec).

### Нацисты и их сторонники
31 августа 1944 года на должность руководителя СС и полиции «Словакия» был назначен обергруппенфюрер СС и генерал войск СС Готтлоб Бергер, перед ним была поставлена задача подавить восстание.
Первоначально в распоряжении Бергера имелись следующие силы:
- «Абвергруппа-218» при штабе командующего немецкими войсками в Словакии, в подчинении которой находились четыре боевых отряда[7]:

- 1-й отряд (25 немецких военнослужащих)
- 2-й отряд (220 словацких фашистов, перешедших на немецкую военную службу)
- 3-й отряд (45 казаков, ранее служивших в казачьих сотнях при «Абвергруппе-201»)
- 4-й отряд (40-45 кавказцев)

- подразделение «Slowakei» военно-строительной организации «Тодт» (из состава созданной 19 июля 1944 года Einsatzgruppe «Karpaten»)[8]
- части танковой дивизии «Татра»;
- боевая группа «Шиль»;
- боевая группа «Шафер»;
- части Глинковой гвардии и отдельные подразделения словацкой армии и полиции

14 сентября 1944 г. Бергера заменил обергруппенфюрер СС, генерал войск СС и полиции Герман Хёфле, который командовал дивизией СС «Галичина».

## Ход восстания
Восстание началось преждевременно.
23 августа 1944 года правительство Й. Тисо обратилось к Гитлеру с просьбой оказать военную помощь для борьбы с партизанами. В следующие дни дополнительные немецкие части начали прибывать в Словакию, они размещались в сёлах вдоль железных дорог.
25 августа 1944 года партизаны заняли Мартин, при этом солдаты гарнизона перешли на сторону партизан. Вслед за этим партизаны начали открыто раздавать оружие на площади и записывать добровольцев. В это же время развивалась подпольная деятельность в самой словацкой армии, её центром был подполковник «Быстрой дивизии» Ян Голиан.
27 августа партизаны взяли Ружомберок, на следующий день вермахт начал оккупацию Словакии.
28 августа 1944 года в Турчански Св. Мартине словацкие солдаты из местного гарнизона расстреляли немецкую военную миссию, которая возвращалась из Румынии в Германию.
29 августа немецкие войска перекрыли Дукельский перевал, через который на помощь должна была прийти Красная Армия. В этот же день министр обороны Словакии Фердинанд Чатлош сообщил по радио о том, что немецкие войска занимают территорию Словакии. Вслед за этим подполковник Голиан отдал приказ о начале восстания. На западе страны повстанцы проявили нерешительность и были быстро разоружены вермахтом. Зато на востоке к восставшим присоединились более 2 000 солдат и офицеров Восточнословацкой армии, недавно созданной в связи с приближением Красной Армии к границам Словакии.
30 августа 1944 радиостанция в Банска-Быстрице обратилась к населению страны с призывом к вооружённому выступлению против немцев и их пособников.
31 августа 1944 антинемецкие выступления охватили две трети территории страны.
1 сентября 1944 в Банской Бистрице вышел из подполья Словацкий национальный совет, который принял декларацию о восстановлении Чехословацкой республики и свержении правительства Тисо. В дальнейшем город стал центром восстания.
К 5 сентября у восставших было 60 тысяч солдат, 18 тысяч партизан, 46 тысяч винтовок, 4000 автоматов, 2700 пулемётов, 200 орудий, 24 лёгких танка, 4 САУ, 3 бронепоезда и 34 самолёта.
7 сентября 1944 советские войска вышли к Дукельскому перевалу.
16 сентября 1944 года решением Словацкого национального совета был создан Главный штаб партизанского движения Словакии.
25 сентября 1944 рабочие города Зволен построили бронепоезд «Hurban», который поступил в распоряжение повстанцев.
7 октября главнокомандующим 1-й Чехословацкой армией в Словакии был назначен дивизионный генерал Рудольф Виест, его заместителем стал генерал Ян Голиан.
27 октября 1944 немцы взяли Банскую Бистрицу, поэтому с 28 октября повстанцы перешли к партизанским операциям.
30 октября 1944 немцы отметили поражение восстания проведением парада.
3 ноября 1944 в плен были взяты руководители восстания. Тем не менее немцам не удалось полностью уничтожить партизан, которые с декабря усилили свои диверсионные операции. При продвижении Красной Армии партизаны помогали наступающим. Так, партизанские отряды вместе с красноармейцами штурмовали города Брезно, Липтовски Градок и другие.
В ночь с 23 на 24 ноября 1944 года на участке 1-го Украинского фронта советские и чехословацкие партизаны с боем прорвали линию фронта, уничтожив 21 дзот и захватив немецкие окопы. На линии фронта возникла двухкилометровая брешь, через которую были эвакуированы раненые и выведено гражданское население. Немцы не смогли ликвидировать прорыв и были вынуждены отступить.

### Участие иностранных антифашистов в Словацком национальном восстании
В Словацком национальном восстании принимали участие представители более чем 30 национальностей. Помимо чехов, словаков и граждан Чехословакии иных национальностей, в восстании принимали участие граждане других государств: около 3 тыс. советских граждан, более 100 югославов, 70-100 поляков, 50 болгар, 50 англичан и американцев, а также греки, бельгийцы, голландцы, итальянцы и австрийцы.

### Помощь восстанию со стороны СССР
В мае 1944 года УШПД приступил к подготовке для партизанских действий первой группы чехов и словаков, прибывших из чехословацких воинских частей.
25 июля 1944 года, ещё до начала восстания, в Среднюю Словакию была десантирована первая чехословацко-советская организаторская партизанская группа под командованием советского офицера П. А. Величко; 9 августа 1944 года на её базу прибыла группа Егорова, 16 августа 1944 года — группа Волянского, 28 августа — группы Полы и Ушьяка.
В Восточную Словакию были переброшены небольшие организаторские группы под командованием советских офицеров Снежинского, Мартынова и Иванова, которые установили контакты с действовавшими здесь партизанами и подготовили посадочную площадку для приёма советских самолётов с оружием и боеприпасами.
Началось выдвижение на территорию Чехословакии советских партизанских отрядов с территории Западной Украины и Польши.
- так, в ночь на 5 августа 1944 года польско-чехословацкую границу пересекло партизанское соединение им. Александра Невского[9];
- позднее, на территорию Чехословакии перешёл небольшой отряд В. А. Квитинского[9];
- 16 августа 1944 года в Восточную Словакию перешёл партизанский отряд им. Дмитрия Пожарского[9];
- позднее, в Чехословакию прибыли другие отряды советских партизан[9].
- 26 августа 1944 года, совершив длительный переход, в Словакию прибыло крупное советское партизанское соединение под командованием М. И. Шукаева[9].

С 5 сентября 1944 года СССР начал военную помощь восставшим:
- начались поставки оружия:

- со складов наркомата обороны восставшим было отправлено 2050 винтовок, 1702 автомата, 461 пулемёт, более 100 противотанковых ружей, боеприпасы и иное военное имущество;
- по линии Украинского штаба партизанского движения на самолётах было отправлено 15 организаторских групп для создания партизанских отрядов (215 чел.) и более 300 тонн грузов;
- в общей сложности, в сентябре-октябре 1944 года СССР переправил восставшим на самолётах 796 тонн оружия, боеприпасов и иного военного имущества (не считая снаряжения 2-й чехословацкой парашютно-десантной бригады);

- 17 сентября 1944 года на освобожденную восставшими территорию Словакии был переброшен 1-й отдельный чехословацкий истребительный авиаполк (20 истребителей Ла-5)[14]. За период работы с этого аэродрома (17.09.—25.10.1944) полк выполнил 573 боевых вылета, провёл 18 воздушных боёв, сбив 9 немецких самолётов, 20 самолётов уничтожено на аэродромах противника; штурмовыми ударами сожжено 178 автомашин, 9 танков, 3 бронетранспортёра, 1 бронепоезд, уничтожены 15 батарей[16];
- 6-9 октября на аэродром «Три дуба» была десантирована 2-я отдельная чехословацкая воздушно-десантная бригада[14];
- с аэродрома «Три Дуба» в советский тыл производилась эвакуация раненых[14].

## Результаты

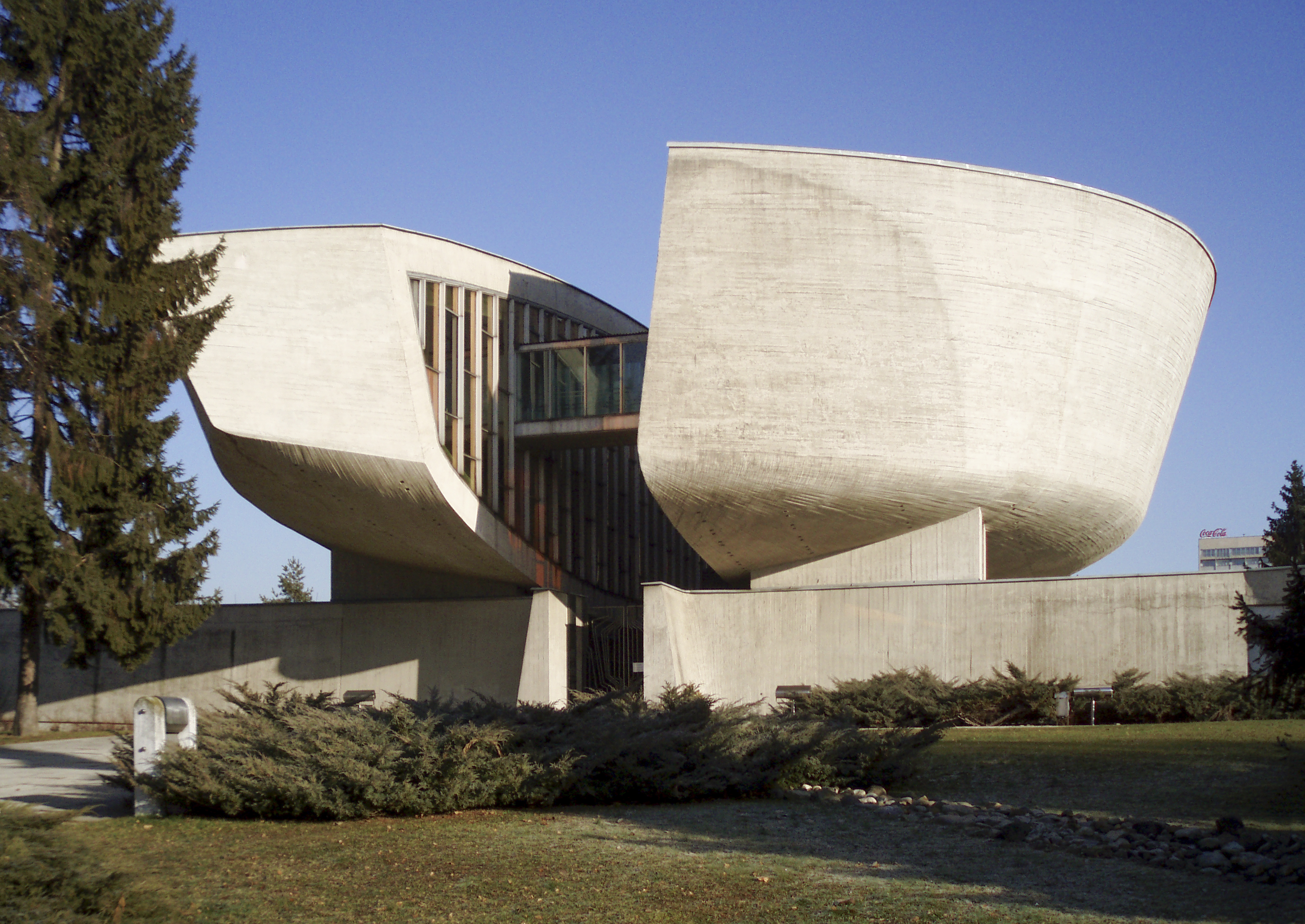
Памятник Словацкому восстанию в Банской Бистрице

Немецкое военное командование было вынуждено бросить на подавление восстания значительные силы: около 30 тыс. военнослужащих, бронетехнику (две танковые дивизии) и авиацию.
Повстанцы сражались два месяца; им удалось взять в плен двух министров обороны, Фердинанда Чатлоша и Йозефа Туранца.
В ходе восстания немецкие войска понесли значительные потери — 10 350 военнослужащих убитыми, 100 орудий и миномётов, 2 бронепоезда, 30 броневиков и бронемашин, свыше 1000 автомашин.

## Культура
Словацкое национальное восстание стало знаковым событием в истории Словакии, было предметом ряда фильмов и книг, в том числе киноэпопеи «Повстанческая история» (1985), демонстрировавшейся также по советскому телевидению в сентябре 1986 года.